# 1536 w sztukach plastycznych

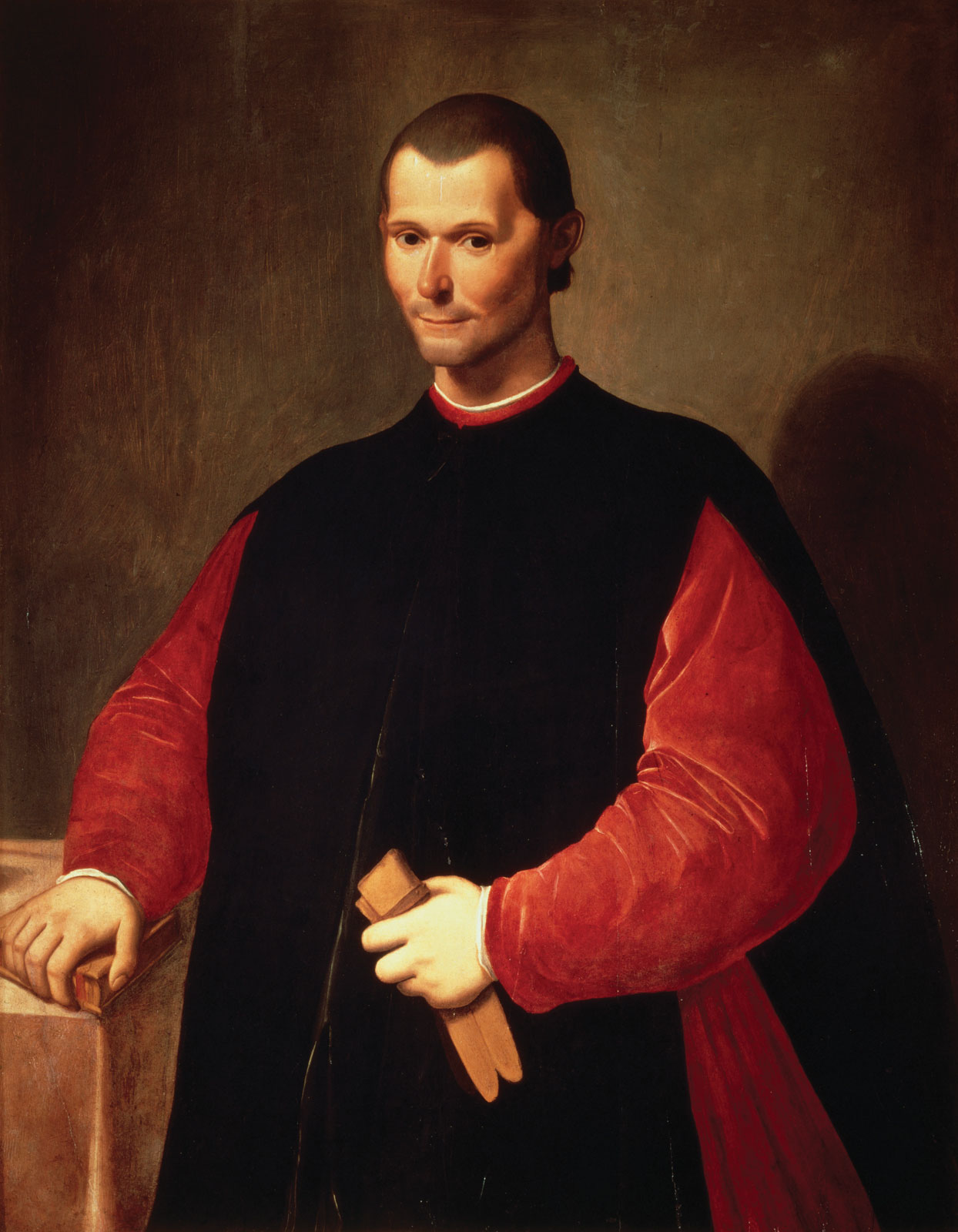
Santi di Tito, Portret Niccolò Machiavellego

Wydarzenia w sztukach plastycznych i wizualnych w 1536 roku.

## Urodzili się
- 6 marca – Santi di Tito, włoski malarz[1].
- Teodoro Ghisi, włoski malarz i grafik[2].

## Zmarli
- 6 stycznia – Baldassare Peruzzi, włoski malarz i architekt[3].